# Oktava
Oktava (tal. ottava) glazbeni je interval (razmak između dva tona) od osam tonova, od kojih ona viša ima dvostruko veću frekvenciju od niže. Ako zvuči ton a1 s frekvencijom od 440 Hz njegova oktava će zvučati 880 Hz. Takve note imaju isti naziv, ali pripadaju različitim oktavama na klavijaturi, a1 prvoj, a njegova oktava a2 drugoj klavijaturnoj oktavi (ovdje se misli na niz od sedam bijelih tipki na klavijaturi (osma već pripada sljedećoj oktavi, te postaje prva nota sljedeće oktave)) 
Oktava pripada čistim intervalima, te je savršeni konsonantni interval. Oktava još može biti smanjena (tonovi c i ces1) i povećana (c3 i cis4). 
U dijatonskoj ljestvici niz od osam nota pokriva raspon od jedne oktave, a u kromatskoj dvanaest.
Da bismo razlikovali oktave po visini, svaka ima svoje ime. Na klavijaturi su to note od c do sedam tonova višeg h. Najdublja oktava je subkontra (praduboka), slijede kontra (duboka), velika, mala, prva, druga, treća, četvrta i peta oktava. Klavirska klavijatura obuhvaća skoro sve tonove ovih oktava.
Svaki ton se može obilježiti tako da točno znamo njegovu visinu, odnosno oktavu u kojoj se nalazi. Tako se tonovi subkontra oktave označavaju s arapskim brojem dva i velikim slovom (2A), kontra oktave s arapskim brojem jedan i velikim slovom (1A), velike s velikim slovom (A), male s malim (a), prve s malim slovom i brojem jedan (a1), druge isto tako samo s brojem dva (a2), treće s brojem tri (a3), četvrte s brojem četiri (a4) i pete s brojem pet (c5).